# Выборы в субъектах Российской Федерации (2008)

Карта региональных выборов в 2008 году.
Парламентские

В 2008 году, согласно данным Центральной избирательной комиссии Российской Федерации, прошла 1421 выборная кампания различного уровня, включая выборы Президента Российской Федерации, единые дни голосования 2 марта и 12 октября, выборы глав 351 муниципального образования и законодательных собраний 16 субъектов федерации и 629 муниципальных образований.

## Муниципальные образования
Выборы в муниципальные собрания в городе Москва.

## Законодательные собрания субъектов федерации

### 2 марта

#### Республика Башкортостан
Победила «Единая Россия», завоевав 55 мандатов.

#### Республика Ингушетия
Победила «Единая Россия», завоевав 20 мандатов.

#### Республика Калмыкия
Победила «Единая Россия», завоевав 17 мандатов.

#### Республика Саха (Якутия)
Победила «Единая Россия», завоевав 20 мандатов.

#### Алтайский край
Победила «Единая Россия», завоевав 18 мандатов.

#### Забайкальский край
Победила «Единая Россия», завоевав 14 мандатов.

#### Амурская область
Победила «Единая Россия», завоевав 25 мандатов.

#### Ивановская область
Победила «Единая Россия», завоевав 60,30 % голосов и получив 15 мандатов.

#### Ростовская область
Победила «Единая Россия», завоевав 20 мандатов.

#### Свердловская область
Победила «Единая Россия», завоевав 10 мандатов.

#### Ульяновская область
Победила «Единая Россия», завоевав 10 мандатов.

#### Ярославская область
Победила «Единая Россия», завоевав 50,02 % голосов и получив 15 мандатов.

### 12 октября

#### Чеченская Республика
Победила «Единая Россия», завоевав 37 мандатов.

#### Кемеровская область
Победила «Единая Россия», завоевав 17 мандатов.

#### Иркутская область
Победила «Единая Россия», завоевав 15 мандатов.

#### Сахалинская область
Победила «Единая Россия», завоевав 11 мандатов.